# Morti nel 1272
| Questa pagina contiene informazioni ricavate automaticamente dalle voci biografiche con l'ausilio del template Bio e di un bot. L'aggiornamento è periodico e automatico e ricostruisce completamente la pagina. Se manca una persona in questa lista, sei pregato di non aggiungerla, ma accertati piuttosto che la sua voce biografica contenga il template Bio e che i dati anagrafici siano correttamente compilati. Se il template Bio manca, inseriscilo tu stesso o, in alternativa, metti l'avviso {{tmp\|Bio}} che ne segnala la mancanza. Se i dati riportati sono sbagliati, correggi direttamente la voce biografica; le modifiche saranno visibili in questa lista entro pochi giorni. Per chiarimenti vedi il progetto biografie. La lista contiene solo le 27 persone che sono citate nell'enciclopedia e per le quali è stato implementato correttamente il template Bio. Pagina aggiornata al 2 giu 2025. |

- 6 gennaio - Alfonso di Molina, nobile (n. 1202)
- 14 marzo - Enzo di Svevia, re
- 17 marzo - Go-Saga, imperatore giapponese (n. 1220)
- 18 marzo - John FitzAlan, VII conte di Arundel, nobile inglese (n. 1246)
- 2 aprile - Riccardo di Cornovaglia, re (n. 1209)
- 24 aprile - Erbordo, vescovo cattolico italiano
- 15 maggio - Tommaso di Cantimpré, scrittore e teologo fiammingo (n. 1201)
- 30 luglio - Bonifacio da Canossa, politico italiano
- 6 agosto - Stefano V d'Ungheria, re (n. 1239)
- 13 settembre - Guglielmo di Saint-Amour, teologo e filosofo francese (n. 1202)
- 16 settembre - Jaroslav III di Vladimir, principe russo (n. 1230)
- 10 ottobre - Iolanda di Bretagna, nobildonna francese (n. 1218)
- 30 ottobre - Ugo IV di Borgogna, duca francese (n. 1212)
- 31 ottobre - Cristoforo di Romagna, presbitero italiano
- 16 novembre - Enrico III d'Inghilterra, re (n. 1207)
- 18 dicembre - Filippo Türje, arcivescovo ungherese
- Annibaldo Annibaldi, cardinale e teologo italiano (n. 1220)
- Bartolomeo Anglico, francescano e scrittore inglese
- Niceforo Blemmida, scrittore bizantino (n. 1197)
- Jehan Bretel, francese
- Ermanno Alemanno, traduttore e vescovo cattolico tedesco
- Gerardo di Abbeville, teologo francese (n. 1220)
- Guido Guerra di Dovadola, condottiero e politico italiano
- Guglielmo, vescovo cattolico italiano
- Martino del Cassero, giurista e notaio italiano (n. 1190)
- Negübei, condottiero mongolo
- Guecellone VI da Camino, nobile italiano (n. 1243)